# ترابایکال

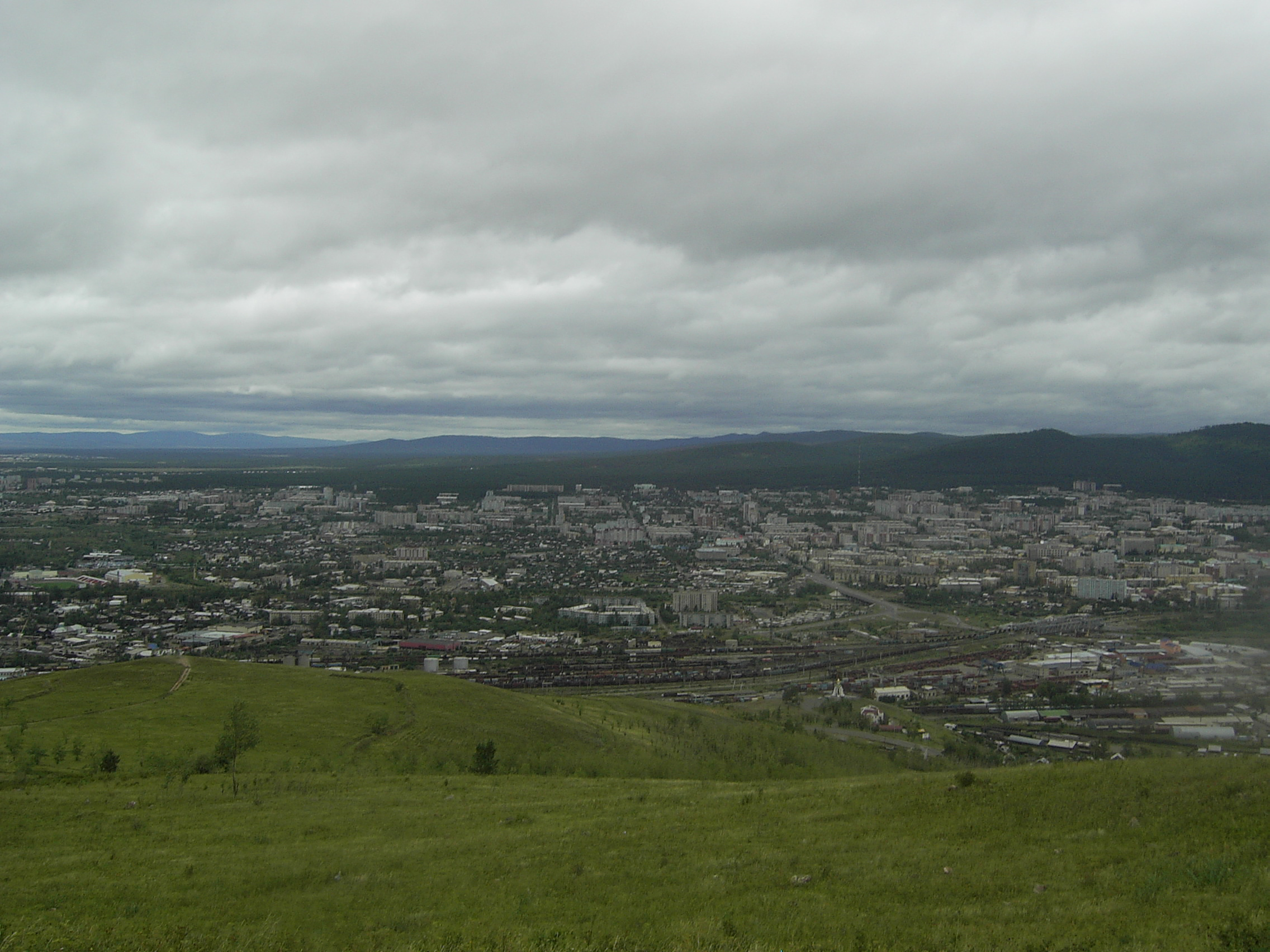
چیتا شهر اصلی ترابایکال است

ترابایکال (به انگلیسی: Transbaikal, Trans-Baikal, Transbaikalia) یا داوریا (Dauriya)، یک منطقه کوهستانی در شرق یا «فراتر از» دریاچه بایکال در خاور دور روسیه است.
چشم‌اندازهای استپی و تالابی دوریا توسط ذخیره‌گاه طبیعی دورسکی محافظت می‌شود که بخشی از یک سایت میراث جهانی به نام «چشم‌انداز دوریا» است.

## جانوران و گیاهان
این منطقه نام خود را به گونه‌های جانوری گوناگونی از جمله خارپشت دوری و پرندگان زیر داده‌است: مگس‌گیر قهوه‌ای آسیایی (Muscicapa daurica)، زاغچه دوری، کبک دوری، دم‌سرخ دوریان، سار پشت‌ارغوانی، سنگ‌چشم دم‌سرخ و پرستوی دمگاه‌حنایی (Hirundo dauricaurica)). گور مغولی (Equus hemionus hemionus) در این منطقه منقرض شده‌است.
بخشی از این منطقه توسط ذخیره‌گاه طبیعی داوریا محافظت می‌شود.

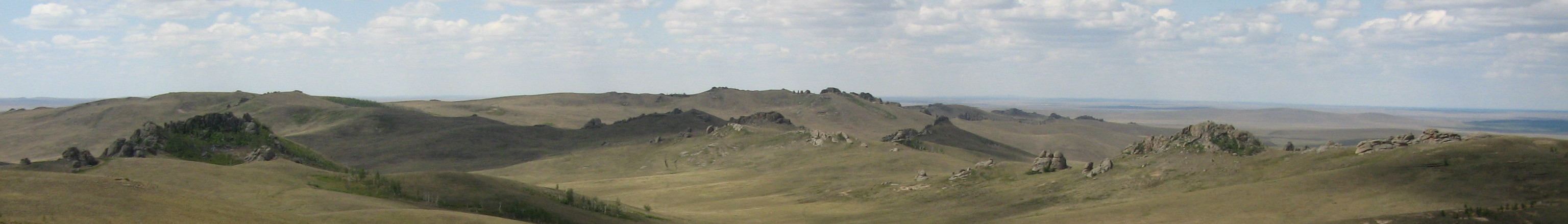
ذخیره‌گاه طبیعی داوریا